# Andros (město)
Andros (řecky Άνδρος) nebo také Chora (řecky Χώρα) je řecké přístavní město, správní středisko stejnojmenného řeckého ostrova Andros v Egejském moři v souostroví Kyklady. Nachází se na severovýchodním pobřeží ostrova. Je částí stejnojmenné komunity a obecní jednotky, která je jednou ze tří obecních jednotek na ostrově. Na severu sousedí s obecní jednotkou Ydrousa a na jihu sousedí s obecní jednotkou Korthio.

## Obyvatelstvo
Obecní jednotka Andros se skládá ze 7 komunit, z nichž největší je komunita Andros. Ta se skládá z vlastního města Andros a tří vesnic. V závorkách je uveden počet obyvatel.
- Obecní jednotka Andros (3901) o rozloze 102,756 km² — komunity: Andros (1665), Apoikia (259), Lamyra (381), Mesaria (981), Pitrofos (330), Stenies (210), Vourkoti (75).
- Komunita Andros se skládá z vlastního města Andros (1428) a vesnic Livadia (172), Mesa Chorion (29) a Vrachnos (36).